# Церква Сент-Етьєн-дю-Мон
Церква Сент-Етьєн-дю-Мон — церква, розташована в V окрузі Парижа на вулиці Клові поблизу ліцею Генріха IV та Пантеону.

## Історія
Сент-Етьєн-дю-Мон розташована на місці давнішої церкви святих Апостолів Петра і Павла, збудованої за часів правління короля Хлодвіга. В церкві були поховані сам король, його жінка Клотільда та свята Женев'єва.
До 1220 року церква була присвячена святій Женев'єві та належала сусідньому абатству. Через значну кількість прихожан церкву розширювали, а потім дали ім'я святого Стефана.
Будівництво нової церкви розпочалося в 1492 році. Будівництво тривало понад століття і завершувалось в 1622-1626 роках створенням фасаду.
В 1744 році Людовик XV вирішив перемістити абатство. Монастир було зруйновано під час Французької революції 1789 року, а мощі святої Женев'єви спалені. В будівлі абатства було засновано ліцей Генріха IV. В 1804 році будівля абатства була зруйнована для вивільнення місця для прокладання майбутньої вулиці Клові, вціліла лише вежа, що належала до шкільних приміщень.

## Архітектура
Фасад створено в 1610—1622 роках під впливом Ренесансу. На першому рівні будівля нагадую грецький храм.
Всередині приміщення церкви являє собою залу довжиною 69 та шириною 29,5 метрів. Трансепт не виступає назовні, бокові нефи достатньо високі.
Нахил церкви ліворуч обумовлюється рельєфом місцевості, однак, ці зсуви ледь помітні.
В інтер'єрі храму поєднуються риси готичної архітектури та архітектури Ренесансу.